# Lüneburg (stacja kolejowa)
Lüneburg - stacja kolejowa w Lüneburgu, w kraju związkowym Dolna Saksonia, w Niemczech. Znajduje się tu 5 peronów.

## Linie kolejowe
Stacja znajduje się na głównej linii Hanower - Hamburg obsługiwanej zarówno przez pociągi Deutsche Bahn, jak również Metronom Eisenbahngesellschaft. Oprócz pociągów regionalnych, w Lüneburgu zatrzymują się również pociągi InterCity i niektóre ICE.
Drugie w kolejności połączenie na północny wschód to szlak do Lubeki przez Lauenburg/Elbe oraz Büchen.

## Charakterystyka
Stacja to w rzeczywistości dwa dworce, każdy z własną kasą i usługami świadczonymi w budynku, które są oddzielone ulicą.
Stacja Lüneburg West (pol. zachód) znajduje się wzdłuż linii kolejowej na trasie Wittenberge - Buchholz in der Nordheide. Pomieszczenia w budynku są obecnie wykorzystywane jako kasyno.
Stacja Lüneburg Ost (pol. wschód) posiada prosty budynek, który jest używany jako dworzec. Znajdują się tam 3 perony, z których każdy jest połączony przejściem podziemnym.
Na południe od dworca znajduje się stacja towarowa.
| Lüneburg                                                      |  |                             |
| Linia Hannover Hauptbahnhof - Hamburg Hauptbahnhof (131,6 km) |  |                             |
| Deutsch Evernodległość: 5,7 km                                |  | Bardowick odległość: 5,8 km |
| Linia Lübeck Hauptbahnhof - Lüneburg (131,6 km)               |  |                             |
| Lüneburg Jägerodległość: 1,8 km                               |  |                             |